# Instituto Colombiano de la Reforma Agraria
El Instituto Colombiano de la Reforma Agraria (Incora) fue un instituto colombiano fundado a partir de la Ley 135 de 1961 de Reforma Agraria adscrita al Ministerio de Agricultura durante el gobierno de Alberto Lleras Camargo. Esta ley fue complementada por la ley 1 del 26 de enero de 1968.
Esta entidad contaba con personería jurídica autonomía administrativa y un patrimonio propio. 

## Funciones
Encargada de promover el acceso a la propiedad rural y su ordenamiento social, ambiental y cultural para propiciar el desarrollo productivo sostenible de la economía campesina, indígena y negra, mediante la redistribución democrática de la propiedad, la conformación de empresas básicas agropecuarias y el fomento a los servicios complementarios de desarrollo rural.
Tendría la potestad de administrar a nombre del Estado las tierras baldías, adjudicar y crear reservas, fomentar colonizaciones, tomar acciones para la extinción del derecho de dominio privado; administrar el Fondo Nacional Agrario y con otras instituciones del orden público y privado recuperar información que orientara el desarrollo económico sobre la tenencia y la explotación de la tierra; el uso adecuado del agua, la recuperación de zonas inundables y la lucha contra la erosión.

## Liquidación
Según la Procuraduría General de la Nación, en un informe de 1996 el Incora fracasó y frenó la reforma agraria en varios departamentos colombianos.
También se denunció corrupción dentro de la entidad, y el despojo de tierras a campesinos en favor de grupos paramilitares.
Disuelto en 2003. Por medio del Decreto 1292 del Ministerio de Agricultura y Desarrollo Rural, se suprimiera y se liquidará el INCORA, junto al Instituto Nacional de Adecuación de Tierras (INAT), el Fondo de Cofinanciación para la Inversión Rural (DRI) y el Instituto Nacional de Pesca y Acuicultura (INPA) siendo reemplazados por el (INCODER). Este a su vez sería reemplazado por la Agencia Nacional de Tierras (ANT) creada mediante el Decreto 2363 de 2015.